# Ruby (cantante)
Ana Claudia Grigore (Medgidia, Rumania, 28 de enero de 1989), más conocida por su nombre artístico Ruby, es una cantante rumana.

## Biografía
Tiene un hermano menor llamado Andrei. Se graduó de la escuela de música Dinu Lipatti, en el departamento de arte. Ha trabajado en el periodismo como editora de dos revistas, y ahora es estudiante de periodismo.
Eligió su nombre artístico de la canción de nombre homónimo de la banda británica Kaiser Chiefs. Llevó a cabo su primer concierto en un club en Alemania. 
Su primer sencillo, "Touch Me" (2010), tuvo éxito en Turquía. En el mismo año, lanzó su segundo sencillo, "Get High", en colaboración con el dj español Juan Magan. La canción "Touch Me" fue nominada a los premios británicos Online Music Awards de 2011 en la categoría "Best Dance Act". En febrero de 2011, comenzó la colaboración con Production HaHaHa, en el lanzamiento de la canción "Party Hard". A principios de 2012, lanzó un nuevo sencillo titulado "Miracle of Love". La canción también se ha beneficiado de un vídeo dirigido por Iulian Moga, logrando entrar en el top 100 de Rumania, alcanzando la posición 31. En el otoño de 2012, lanzó su primer sencillo del disco en rumano, "Lights off" producto de Alex Velea y de  Production HaHaHa. En junio de 2012, apareció en la portada de Playboy Rumania, y en abril de 2013 apareció esa misma sesión en Playboy Venezuela.

## Discografía

### Sencillos
| Año  | Sencillo                                           | Posición | Álbum    | Nota  |
| Año  | Sencillo                                           | RO       | Álbum    | Nota  |
| ---- | -------------------------------------------------- | -------- | -------- | ----- |
| 2010 | "Get High"                                         | —        | N/A      |       |
| 2011 | "Party Hard"                                       | —        | N/A      |       |
| 2011 | "Touch Me"                                         | —        | N/A      |       |
| 2012 | "Change The World"                                 | —        | N/A      |       |
| 2012 | "Miracle Of Love"                                  | 31       | N/A      | [ 2 ] |
| 2012 | "Stinge Lumina"                                    | 9        | N/A      | [ 3 ] |
| 2012 | "Turn Off The Lights"                              | —        | N/A      |       |
| 2013 | "1001 De Nopți"                                    | —        | N/A      |       |
| 2013 | "Toată Țara" (CRBL în colaborare cu Ruby)          | 49       | N/A      | [ 4 ] |
| 2013 | "Băiat De Bani Gata" (feat. Pacha Man)             | 25       | N/A      |       |
| 2013 | "Două Suflete"                                     | 83       | N/A      |       |
| 2014 | "De La Distanță"                                   | 22       | N/A      |       |
| 2014 | "Înghețată" (Yogi în colaborare cu Ruby & Shift)   | —        | N/A      |       |
| 2014 | "Tu (Inimă Și Sufletul)"                           | 27       | N/A      |       |
| 2014 | "Do It" (Claydee în colaborare cu Ruby)            | —        | N/A      |       |
| 2015 | "Nu Pune La Suflet" (feat. What's Up)              | 1        | N/A      |       |
| 2015 | "Lasă Cucu-n Pace" (feat. Moroșanu & Dorian Popa)  | 29       | N/A      |       |
| 2015 | "Bună, Ce Mai Zici?" (feat. Dorian Popa)           | —        | N/A      |       |
| 2016 | "Tată"                                             | —        | N/A      |       |
| 2016 | "Urcă Și Coboară" (Shift în colaborare cu Ruby)    | —        | Adevărul |       |
| 2016 | "Nana" (Voltaj în colaborare cu Ruby & Colin)      | —        | N/A      |       |
| 2016 | "Condimente" (Nosfe în colaborare cu Ruby)         | —        | N/A      |       |
| 2016 | "Nu Caut Iubiri" (feat. Uzzi)                      | —        | N/A      |       |
| 2017 | "Sare Pe Rană" (Dorian Popa în colaborare cu Ruby) | —        | N/A      |       |
| 2017 | "Luptătoare"                                       | —        | N/A      |       |
| 2017 | "Soare Pătrat"                                     | —        | N/A      |       |
| 2017 | ”Adevăr sau Minciună”                              | —        | N/A      |       |
| 2017 | ”Îți mulțumesc” (A.U. feat. Ruby)                  | —        | N/A      |       |
| 2017 | ”A Mea” (What's Up feat. Ruby)                     |          | N/A      |       |
| 2018 | ”Rochia mea”                                       | —        | N/A      |       |